# 知识管理

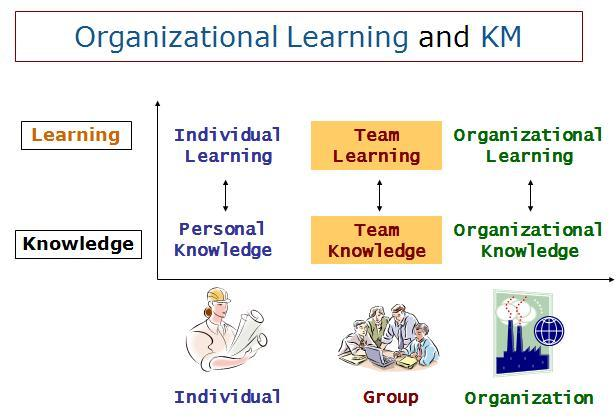
組織學習中知识管理的應用

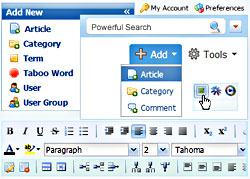
知識管理軟體的範例

知识管理（英語：knowledge management，缩写为KM）包括一系列企业内部定义、创建、传播、采用新的知识和经验的战略和实践。这些知识和经验包括了认知（可以是个人知识），以及组织商业流程或实践。
知識管理是一項在1990年代中期開始在全球崛起的學術與商業應用主題，針對個人及社群所擁有的显性知识和隱性知識的確認、創造、掌握、使用、分享及傳播進行積極及有效的管理。其主要涵蓋的固有理論及應用層面包括學習型組織、企業文化、資訊科技應用，及人事管理等。而由於知識管理的概念通常與企業的各種改善願景扯上關係，知識管理在現今企業上的實踐愈來愈受到重視，亦因此為顧問和科技公司帶來了不少商機。知識管理在非商業上的應用亦很廣泛，其中維基百科經常被指為互聯網上其中一個最成功的知識管理系統。
根据1991年的学术规则列表，（参考Nonaka 1991），知识管理应用于商业管理、信息系统、管理学和图书馆、信息科学(Alavi & Leidner 1999)等领域。最近，其他领域也开始应用知识管理，包括信息和媒体、计算机科学、公共卫生和公共政策等。
很多大型企业都有内部知识管理凭条，作为其战略管理、信息科技、人力资源管理等部门组成部分。(Addicott, McGivern & Ferlie 2006)很多咨询公司也有关于知识管理的建议。
知识管理一般重视以改进效果、竞争优势、创新、分享知识学习、整合知识和持续改进为企业目标。知识管理与组织学习类似，但也有区别，更注重对知识作为战略资源的管理，鼓励分享知识，是企业学习的一种好方法。

## 概述
知识的层級可分为资料、資訊、知识及智慧四個阶段，而知識的形成則是透过收集一些資料，再從資料中找出有用的資訊，利用這些資訊加上自己的想法及做法，最後產生出知識，而智慧則是以知識為基礎加上個人的應用能力并将其運用於生活上。舉例來說，我們製做一份報告時，會先收集大量的資料，再從這堆資料中找出可以運用在報告的資訊，運用自己的想法和做法去完成報告，當你完成這份報告後，從報告中所學習到的東西便會轉化成自己的知識。
把個人及群體得到的知識進行有效管理，則是知識管理最根本的目的。知識管理的第一步是把隱性知識轉化為顯性知識，並加以保存。而保存的形式，可以是文字、聲音或影像等。久而久之，所保存的顯性知識便匯集成一個知識庫。而知識庫裡的東西需要不斷的更新，以確保透過知識庫能持續且有效率的進行知識分享。與此同時，在人事培訓方面，需著重於員工資訊素養的提升以令知識庫能得到更有效的運用。另外，有時候知識庫的環節會被跳過，取而代之的是持續的社交性知識分享行為。
要達到持續的分享，企業內部的學習氛圍與個人的學習動力尤為重要，而企業文化及人事管理政策是左右企業內部的主要項目。良好的學習氛圍與知識庫的應用，可提高組織的創新能力、反應能力、生產率以及技術技能。

## 知识管理的定義

### 维度
为区分不同知识的框架，其中一种是区分为隐性知识和显性知识。隐性知识包括一个人可能没有意识到的内在知识，例如完成某项任务。在象限的另一端，显性知识代表一个人头脑中明确认知的知识，可方便沟通给他人。(Alavi & Leidner 2001)。同样地，Hayes和Walsham指出知识的内容和关系，把知识管理从知识论上分为两种。内容说是指知识很容易储存，因为可以进行编码。关系说是指知识具有背景性、关系性，让知识在特定组织外很难发展。

The Knowledge Spiral as described by Nonaka & Takeuchi.

早期研究显示，成功的知识管理需要把内在知识转变为外在知识，让个人可以吸收，并且解读各种编码的知识。后来的研究显示，内在知识和外在知识具有差异，这样定义过于简单，外在知识有时自有矛盾。为了让知识成为外在知识，需要翻译为信息。(如头脑外的符号)(Serenko & Bontis 2004)。后来，日本的野中郁次郎提出一个SECI模型（社交、外在、结合、吸收），以知识螺旋表達外显知识和内隐知识之間的互动。(Nonaka & Takeuchi 1995)在这个模型中，内隐知识可以'提取'为外显知识，外显知识可以'重新吸收'为隐形知识。后来，他和Georg von Krogh共同推进了早期研究，试图推动知识转换的争论(Nonaka & von Krogh 2009)。
知识管理的奖励措施包括积极管理知识（推动策略）。鼓励个人积极把知识编码为共享知识库，如数据库，或从中提取想要的知识。
另一种方式是个人随时就需要的知识向专家咨询（拉动策略），专家可提供知识给个人(Snowden 2002)。
企业常用的知识管理包括：
- 奖励（鼓励知识共享）
- 讲故事（共享外在知识的方式）
- 跨项目学习
- 行动后检查
- 知识图（全体职员可获得的知识概况图）
- 案例库
- 专家库（让知识寻求者可找到专家）
- 最佳经验分享
- 知识集会
- 竞争力管理（系统性评估、计划组织内个人竞争的方法）
- 基础设施建设（可方便或阻碍个人获取知识）
- 师徒制度
- 合作科技（群组软件）
- 知识库（数据库、企业书签等）
- 测量、报告智力资本（对企业知识量进行量化）
- 知识中介（某些组织个人负责某一特别“领域”，收集相关主题）
- 社会性软件（维基百科、社会书签、博客等）
- 项目内知识分享

### 鼓励
一系列鼓励知识管理的方法包括：
- 在新产品开发中逐渐加入知识
- 更短的新产品开发循环
- 管理创新和组织学习
- 对组织内专家力量进行平衡
- 增加组织内、外部人员社交网络连接性
- 管理商业环境，允许员工获得相关知识和创意
- 解决棘手问题、古怪问题
- 管理智力资本、智力资产（专家、know-how等）

很多知识管理不仅仅用到一种软件，这些知识管理软件工具，利用组织目前的科技设施。组织和商业决策运用了大量的资源，对最新科技大量投入，进行知识管理。但需要明确哪些投资有用，选用最合适的软件，结合知识管理措施。

## 知识管理的障碍
- 技术
- 所有权/知识产权（取决于公众认为知识是公有的还是私有的）
- 动机（如何让人们愿意分享知识）

## 知识管理的目的
知识管理最先在企业内部产生，为了提高企业效益、增强竞争优势、创新、分享教训、持续发展。

## 工具
- GitMind （页面存档备份，存于）是一款線上心智图工具。
- Web2.0工具，包括blog、wiki、社會性網絡系統 （页面存档备份，存于），及分眾分類法，还有全球专家定位、Idea Generation
- 知识管理系统瑞士Knowledge Tool股份公司的Uni Viadrina
- IBM公司的Life Sciences DiscoveryLink
- 西门子公司的ShareNet
- 叡揚資訊 （页面存档备份，存于）以企業社群、知識管理平台為核心理念開發出 Vitals ESP 知識管理系統 （页面存档备份，存于）
- 蓝凌（中国知识管理领导品牌）的KMS专业知识管理平台
- 中软公司的KMS
- 泛微（一家在中国领先的管理咨询和软件公司, 泛微國際 （页面存档备份，存于）[8]）的协同知识管理系统 （页面存档备份，存于）
- 阳光融通专业从事知识管理实施咨询和IT解决方案的高新技术企业、北京诺门科技的产品开发管理系统（PDMS）
- 诺门科技 （页面存档备份，存于）。知识管理系统[永久]
- MindManager
- 印象笔记是帮助个人及团队创建、收集、整理和分享信息的知识管理工具。
- 企业知识管理形式：在职讨论；正规學徒制；讨论峰会；企业。

### 引用
1. ↑  Sanchez, R (1996) Strategic Learning and Knowledge Management, Wiley, Chichester
2. ↑   (PDF). Routledge. 2015年. （原始内容存档 (PDF)于2021年）.
3. ↑   (PDF). NHS National Library for Health: Knowledge Management Specialist Library. 2005年. （原始内容存档 (PDF)于2021年）.
4. ↑  . Papers.ssrn.com.   [15 January 2010]. （原始内容存档于2012-10-22）.
5. ↑  Hayes, M.; Walsham, G. . M. Easterby-Smith and M. A. Lyles  (编). . Malden, MA: Blackwell. 2003: 54–77. ISBN 978-0-631-22672-7.
6. ↑   (PDF).   [15 January 2010]. （原始内容存档 (PDF)于2007-04-17）.
7. ↑   (PDF).   [2012-09-24]. （原始内容 (PDF)存档于2016-03-04）.
8. ↑  . Weaver International.   [2024-07-09]. （原始内容存档于2024-07-09） （美国英语）.